# Tepličky
Tepličky est un village de Slovaquie situé dans la région de Trnava.

## Histoire
Première mention écrite du village en 1113
.

## Démographie

### Évolution de la population
| Année:               | 1994. | 2004.   | 2014.    | 2024.   |
| -------------------- | ----- | ------- | -------- | ------- |
| Nombre de personnes: | 265   | 275     | 310      | 317     |
| Différence:          |       | +3,77 % | +12,72 % | +2,25 % |

| Année:               | 2023. | 2024.   |
| -------------------- | ----- | ------- |
| Nombre de personnes: | 318   | 317     |
| Différence:          |       | -0,31 % |